# Порта
Портата (от френски: porte – „врата“) е вход с врата към двор, помещение или сграда, обикновено оградени със стени.
Думата има латински произход. В българския език се използва и думата портал като синоним на порта.
Могат да контролират влизането и излизането, да имат единствено декоративна цел или символично значение (Висока порта, триумфална арка).
По-големи порти могат да се използват като вход за цяла сграда, като например в замък или укрепен град, тоест служат като врати, препречващи пътя към портовата пристройка. Днес много порти се отварят автоматично.